# Boogschieten op de Aziatische Spelen 2018
Boogschieten is een van de sporten die beoefend werden tijdens de Aziatische Spelen 2018 in Jakarta, Indonesië. De wedstrijden vonden van 22 tot en met 28 augustus plaats in het GBK Sports Complex. Aan het toernooi namen 268 schutters mee, afkomstig uit 29 landen. Niet eerder namen zoveel landen deel; in 2014 zonden 27 landen boogschutters naar de Spelen. Vijf landen stuurden het maximumaantal atleten van zestien: Chinees Taipei, gastland Indonesië, Kazachstan, Maleisië en Zuid-Korea.
Het aantal onderdelen van het toernooi bleef onveranderd ten opzichte van de voorgaande Spelen, maar de samenstelling werd wel gewijzigd. Het recurve-onderdeel kende voor zowel de mannen als vrouwen een team- en individueel evenement. Daarnaast kende dit onderdeel ook nog een onderdeel voor gemengde teams. Het compoundonderdeel kende een teamevenement voor de mannen en vrouwen, maar daarnaast ook voor gemengde teams.
Net als bij alle voorgaande Aziatische Spelen sinds 1982 eindigde Zuid-Korea bovenaan de medaillespiegel bij het boogschieten. Kim Woo-jin, regerend olympisch kampioen en winnaar van het individuele goud in 2010, won de individuele wedstrijd met de recurveboog. Hij versloeg zijn landgenoot Lee in de finale. Niet eerder won een individueel boogschutter tweemaal goud op de Spelen. Op hetzelfde onderdeel bij de vrouwen won de Chinese Zhang Xinyan het goud. Niet eerder won een Chinese een gouden medaille op dit onderdeel. Zhang stond voorafgaand aan de Spelen op de 111e plaats op de wereldranglijst, en had nog nauwelijks deelgenomen aan internationale toernooien. De teamonderdelen met de compoundboog werden gewonnen door Zuid-Korea en Chinees Taipei.
Het toernooi diende gelijktijdig als kwalificatiemoment voor de Olympische Zomerspelen 2020 in Tokio. Noord-Korea, dat op het gemengde onderdeel het zilver won achter het olympische gastland Japan, plaatste zich voor het nieuwe olympische onderdeel met gemengde teams. China en Zuid-Korea wonnen de individuele onderdelen op de Aziatische Spelen en verzekerden daarmee per geslacht één quotaplaats op de individuele onderdelen van de Zomerspelen.

## Medailles

### Recurve
| Onderdeel             | Goud                    | Goud                                         | Zilver                  | Zilver                                  | Brons               | Brons                                     |
| --------------------- | ----------------------- | -------------------------------------------- | ----------------------- | --------------------------------------- | ------------------- | ----------------------------------------- |
| Mannen (individueel)  | Vlag van Zuid-Korea     | Kim Woo-jin                                  | Vlag van Zuid-Korea     | Lee Woo-seok                            | Vlag van Indonesië  | Riau Ega Agatha                           |
| Mannen (team)         | Vlag van Chinees Taipei | Luo Wei-min Tang Chih-chun Wei Chun-heng     | Vlag van Zuid-Korea     | Kim Woo-jin Lee Woo-seok Oh Jin-hyek    | Vlag van China      | Li Jialun Sun Quan Xu Tianyu              |
| Vrouwen (individueel) | Vlag van China          | Zhang Xinyan                                 | Vlag van Indonesië      | Diananda Choirunisa                     | Vlag van Zuid-Korea | Kang Chae-young                           |
| Vrouwen (team)        | Vlag van Zuid-Korea     | Chang Hye-jin Kang Chae-young Lee Eun-gyeong | Vlag van Chinees Taipei | Le Chien-ying Peng Chia-mao Tan Ya-ting | Vlag van Japan      | Ayano Kato Kaori Kawanaka Tomoni Sugimoto |
| Gemengd (team)        | Vlag van Japan          | Takaharu Furukawa Tonomi Sugimoto            | Vlag van Noord-Korea    | Pak Yong-won Kang Un-ju                 | Vlag van China      | Xu Tianyu Zhang Xinyan                    |

### Compound
| Onderdeel      | Goud                    | Goud                                    | Zilver              | Zilver                                              | Brons                   | Brons                                            |
| -------------- | ----------------------- | --------------------------------------- | ------------------- | --------------------------------------------------- | ----------------------- | ------------------------------------------------ |
| Mannen (team)  | Vlag van Zuid-Korea     | Choi Young-hee Hong Sung-ho Kim Jong-ho | Vlag van India      | Abhishek Verma Arman Saini Rajat Chauhan            | Vlag van Maleisië       | Alang Ariff Aqil Lee Kin Lip Mohd Juwaidi Mazuki |
| Vrouwen (team) | Vlag van Zuid-Korea     | Choi Bo-min So Chae-won Song Yun-soo    | Vlag van India      | Jyothi Surekha Vennam Madhumita Kumari Muskan Kirar | Vlag van Chinees Taipei | Chen Li-ju Chen Yi-hsuan Lin Ming-ching          |
| Gemengd (team) | Vlag van Chinees Taipei | Pan Yu-ping Chen Yihsuan                | Vlag van Zuid-Korea | Kim Jong-ho So Chae-won                             | Vlag van Iran           | Mima Mahboubi Matbooe Fereshteh Ghorbani         |

### Medaillespiegel
| Plaats | Land           | NOC    | Goud | Zilver | Brons | Totaal |
| ------ | -------------- | ------ | ---- | ------ | ----- | ------ |
| 1      | Zuid-Korea     | KOR    | 4    | 3      | 1     | 8      |
| 2      | Chinees Taipei | TPE    | 2    | 1      | 1     | 4      |
| 3      | China          | CHN    | 1    | 0      | 2     | 3      |
| 4      | Japan          | JPN    | 1    | 0      | 1     | 2      |
| 5      | India          | IND    | 0    | 2      | 0     | 2      |
| 6      | Indonesië      | INA    | 0    | 1      | 1     | 2      |
| 7      | Noord-Korea    | PRK    | 0    | 1      | 0     | 1      |
| 8      | Iran           | IRI    | 0    | 1      | 0     | 1      |
| 8      | Maleisië       | MAS    | 0    | 0      | 1     | 1      |
| totaal | totaal         | totaal | 8    | 8      | 8     | 24     |

Bangkok 1978 ·
New Delhi 1982 · 
Seoel 1986 · 
Peking 1990 · 
Hiroshima 1994 · 
Bangkok 1998 · 
Busan 2002 · 
Doha 2006 · 
Changzhou 2010 ·
Incheon 2014 ·
Jakarta/Palembang 2018